# بوليسلاف بيروت
بوليسلاف بيروت (بالبولندية: Bolesław Bierut)، (مواليد 18 أبريل 1892، لوبلين –12 مارس 1956، موسكو)، سياسي شيوعي بولندي، شغل منصب رئيس جمهورية بولندا خلال الفترة (5 فبراير 1947–21 نوفمبر 1952)، ورئيس وزراء بولندا خلال الفترة (21 نوفمبر 1952–18 مارس 1954).

## وصلات خارجية
- بوليسلاف بيروت على موقع الموسوعة البريطانية (الإنجليزية)
- بوليسلاف بيروت على موقع مونزينجر (الألمانية)